# Libretto

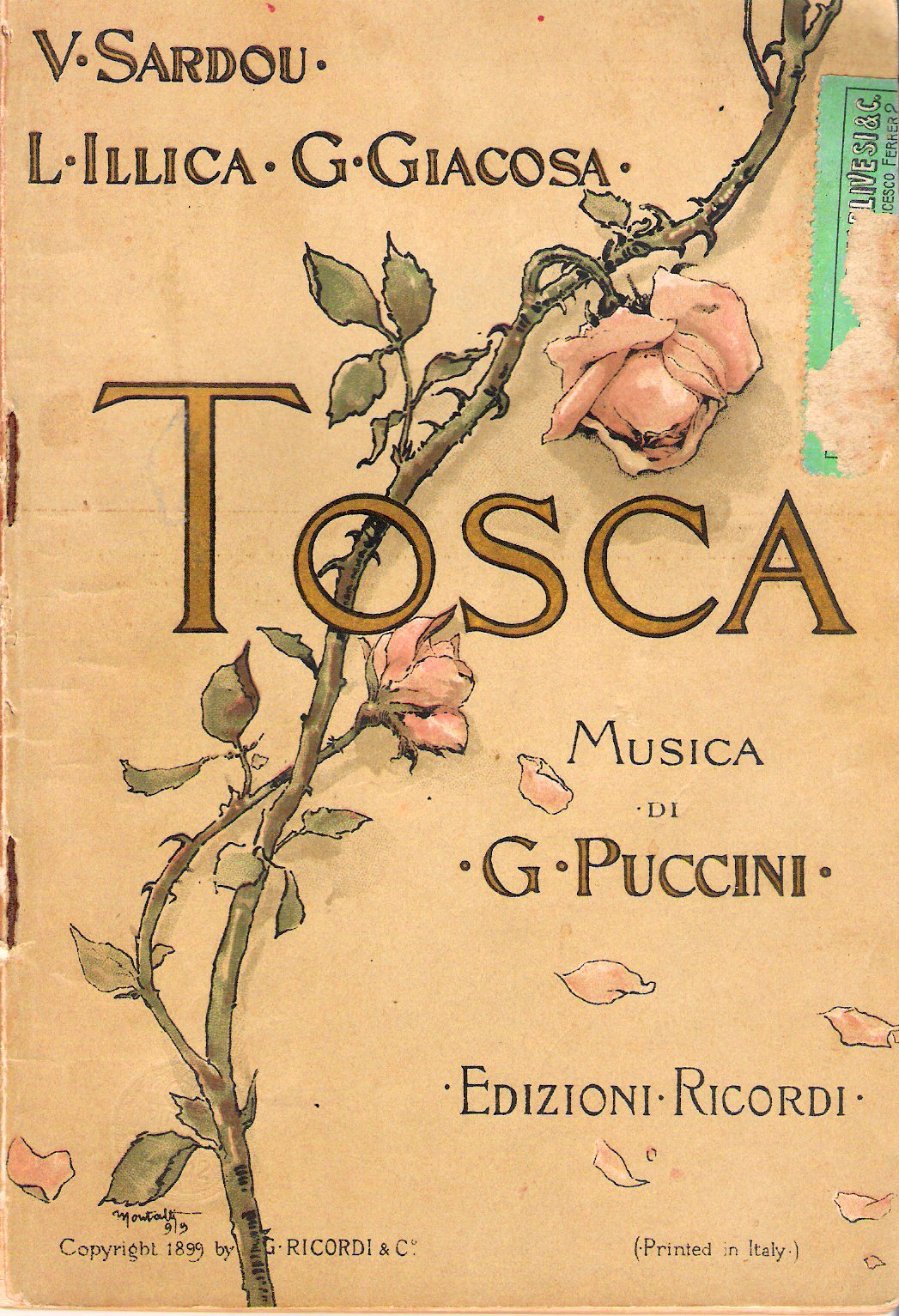
Libretto della Tosca (1899)

Il libretto è il testo verbale, quasi sempre steso in versi, utilizzato per la composizione di un lavoro musicale. Il libretto nasce per il melodramma, e come tale può altresì identificare anche il genere letterario, e in virtù della sua efficacia e mole, menziona anche quei testi verbali che vengono adoperati per le grandi forme vocali musicali successive, l'oratorio, la cantata, l'operetta, così come anche il balletto, dove il libretto (libretto di balletto) costituisce e si identifica a pieno con l'accezione del genere letterario, poiché il suo contenuto viene musicato solo strumentalmente e non vocalmente, e in cui la prosa prevale dunque sui versi.

## Descrizione

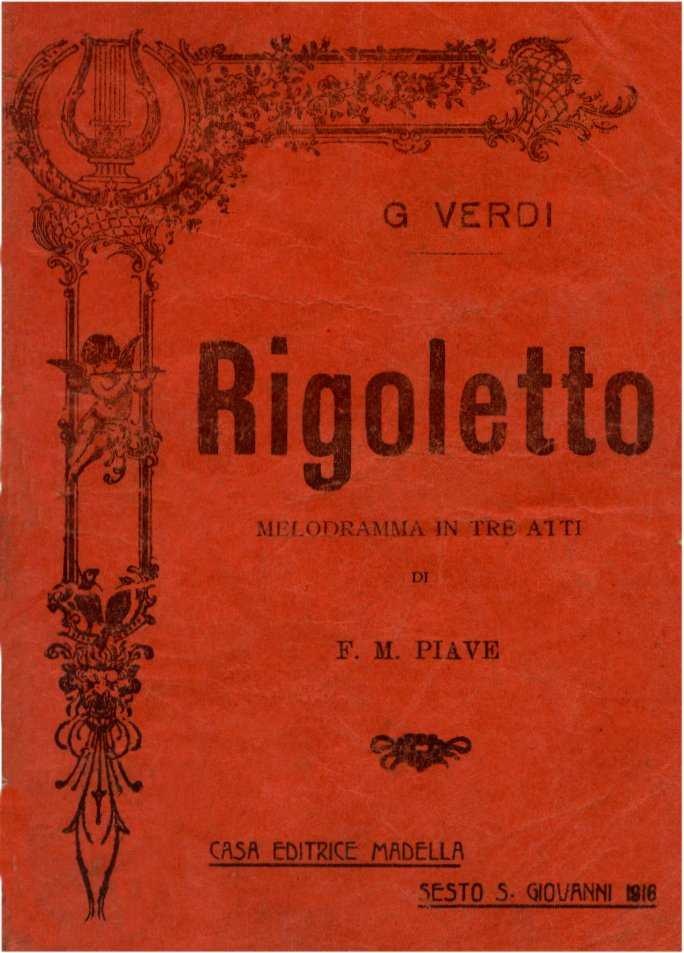
Il libretto del Rigoletto, pubblicato in edizione popolare da Edizioni Madella

La funzione del libretto, termine che è utilizzato così com'è in quasi tutte le lingue, nell'economia di un'opera musicale è molto vario: oltre alle parole destinate ad essere cantate, include anche le didascalie e talvolta una prefazione e delle note. Alcuni compositori, ad esempio Richard Wagner, scrissero da soli i libretti per le proprie opere, ma la maggior parte si è affidata a letterati professionisti. La gran parte dei libretti deriva da opere letterarie preesistenti, talvolta classici della letteratura. Ma il libretto è anche una creazione originale, concepita in stretta collaborazione con il compositore, come accade per i libretti che Hugo von Hofmannsthal scrisse per Richard Strauss.
I grandi letterati che puntualizzarono pienamente il genere letterario del melodramma e quindi della librettistica furono Ottavio Rinuccini, Apostolo Zeno, Ranieri de' Calzabigi e soprattutto Pietro Metastasio (1698–1782) (pseudonimo di Pietro Trapassi). I suoi libretti furono utilizzati in diverse occasioni da diversi compositori. Un altro librettista affermato del XVIII secolo fu Lorenzo Da Ponte, che scrisse il libretto per tre delle maggiori opere di Mozart. Eugène Scribe fu uno dei più prolifici librettisti del secolo successivo, fornendo le parole a Meyerbeer (con il quale ebbe una durevole collaborazione), Auber, Bellini, Donizetti, Rossini e Verdi. Il duo francese costituito dagli scrittori Henri Meilhac e Ludovic Halévy scrisse un vasto numero di libretti per opera e operetta, apprezzati da Jacques Offenbach, Jules Massenet e Georges Bizet. Arrigo Boito, che scrisse libretti, tra gli altri, per Giuseppe Verdi e Amilcare Ponchielli, compose anche due opere per proprio conto. Ulteriore librettista di rilievo fu Antonio Ghislanzoni, autore di circa un'ottantina di libretti, tra i quali spicca quello dell'Aida verdiana. A cavallo tra Ottocento e Novecento è da ricordare la coppia composta da Luigi Illica e Giuseppe Giacosa, che fornì a Puccini i libretti di alcune tra le sue opere più famose.
Oggi, l'importanza del libretto è generalmente ritenuta minore - ma con tutte le dovute riserve - rispetto a quella della musica, ma per un lungo tratto della storia dell'opera - fino a buona parte del XVIII secolo - il libretto era considerato almeno importante quanto la musica, ed era normalmente l'unico ad essere pubblicato.
Un ruolo fondamentale fu ricoperto dalla Casa Ricordi, che divenne quasi monopolista, non solo a livello italiano, ma anche internazionale, dei libretti d'opera, riuscendo ad acquisire i diritti dei principali musicisti e dei loro librettisti. Il ricco mercato attrasse, però, anche una serie di stampatori che, grazie anche alla legge sul diritto d'autore allora vigente, poterono provvedere alla stampa di edizioni a prezzi popolari. Si distinse in questo campo in particolare nei primi anni del XX secolo le Edizioni Madella, poi diventate Barion.
In alcuni casi, l'adattamento per l'opera è divenuto più famoso del testo letterario su cui si basava, come ad esempio con Pelléas et Mélisande da un'opera di Maurice Maeterlinck, musicata poi da Claude Debussy.